# Bois-lès-Pargny
Bois-lès-Pargny è un comune francese di 185 abitanti situato nel dipartimento dell'Aisne della regione dell'Alta Francia.

## Società

### Evoluzione demografica
Abitanti censiti

## Luoghi e monumenti d'interesse
- La chiesa di San Remigio
- Il dongione di Bois-lès-Pargny, classificato dal 1927. Costruito nel 1611. Si caratterizza come una torre quadrata di mattoni rossi con, a ogni angolo, una torretta a sbalzo.
- Verziau de Gargantua o Haute-Borne, menhir situato nel territorio del comune.

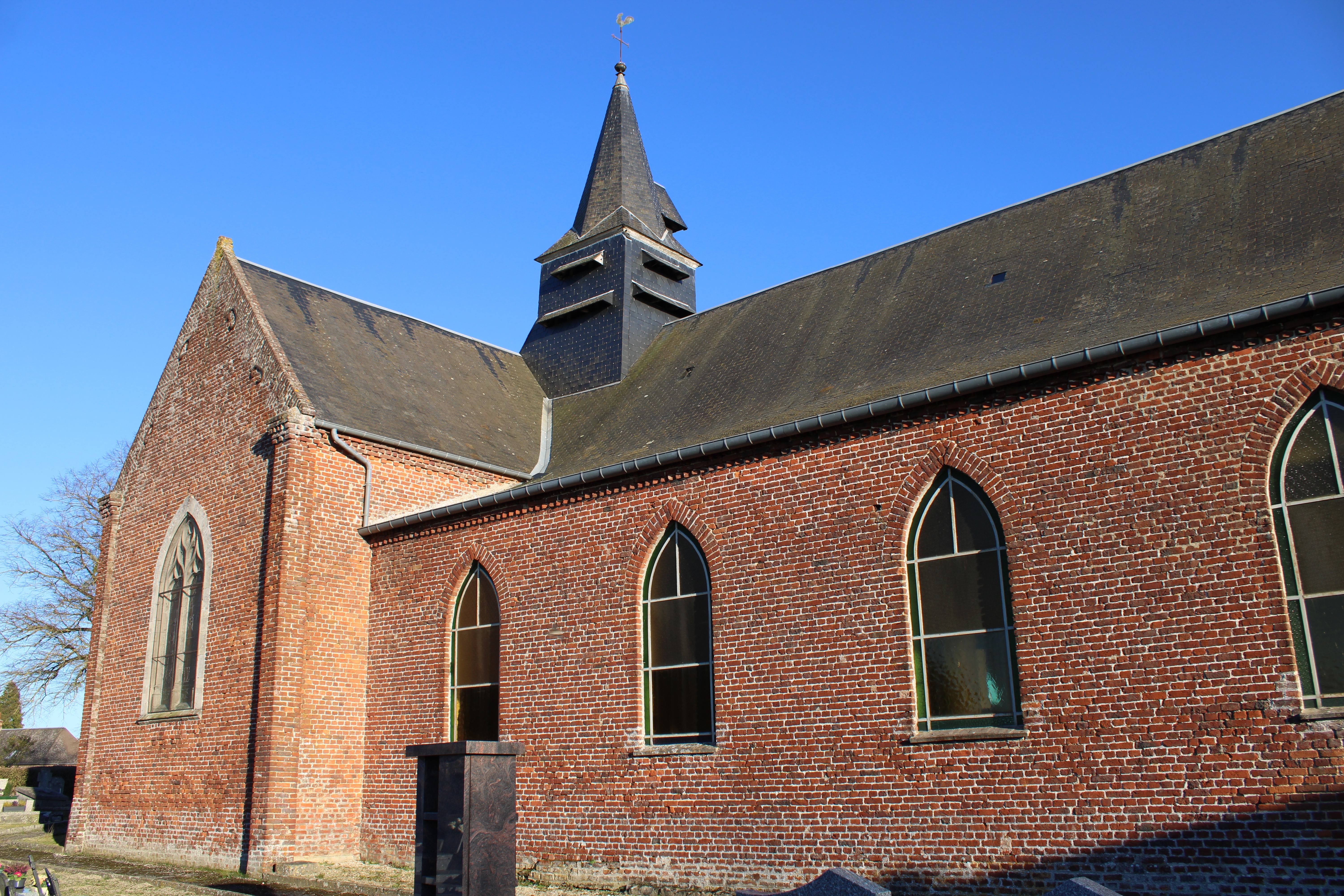
La chiesa
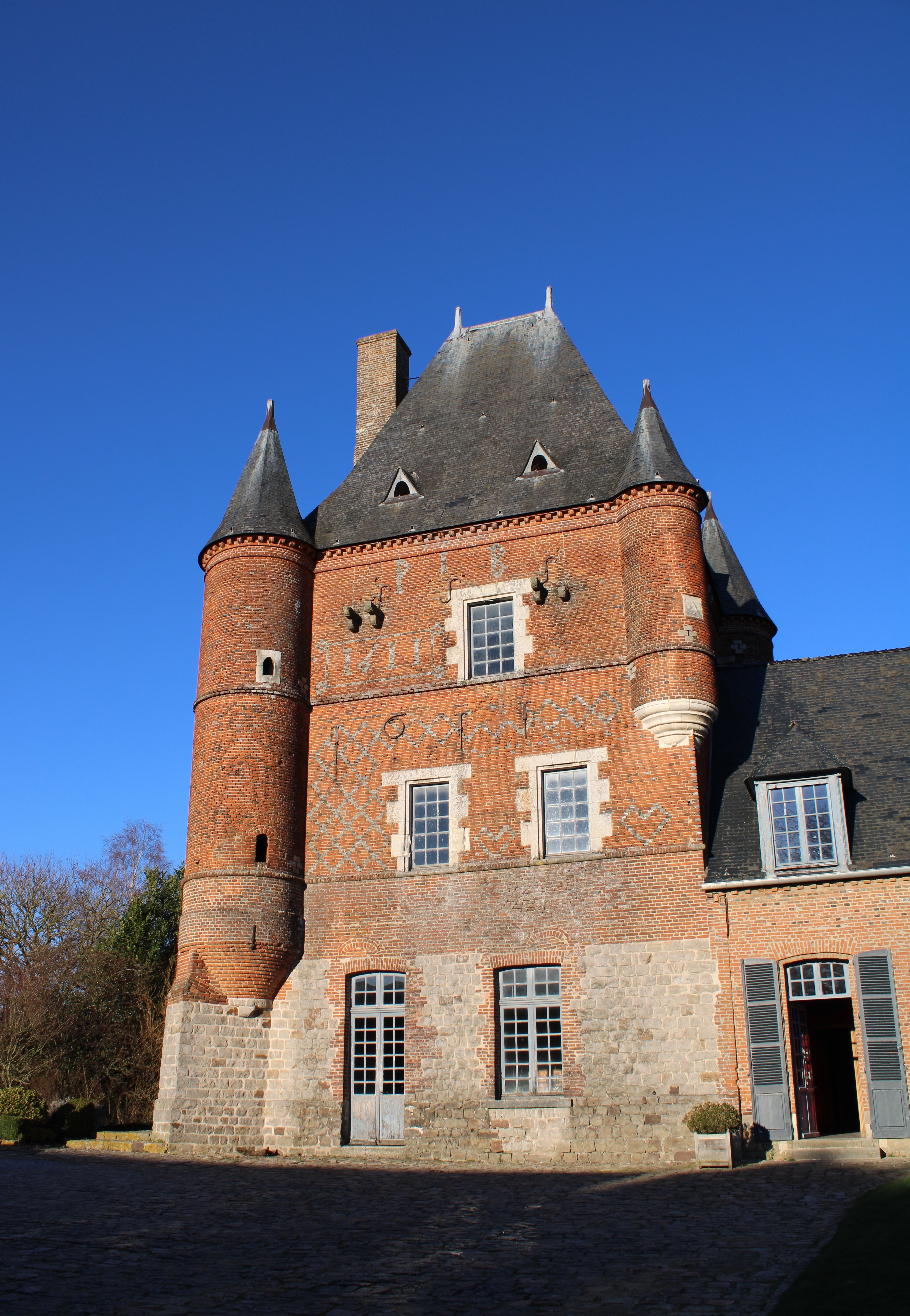
Il dongione
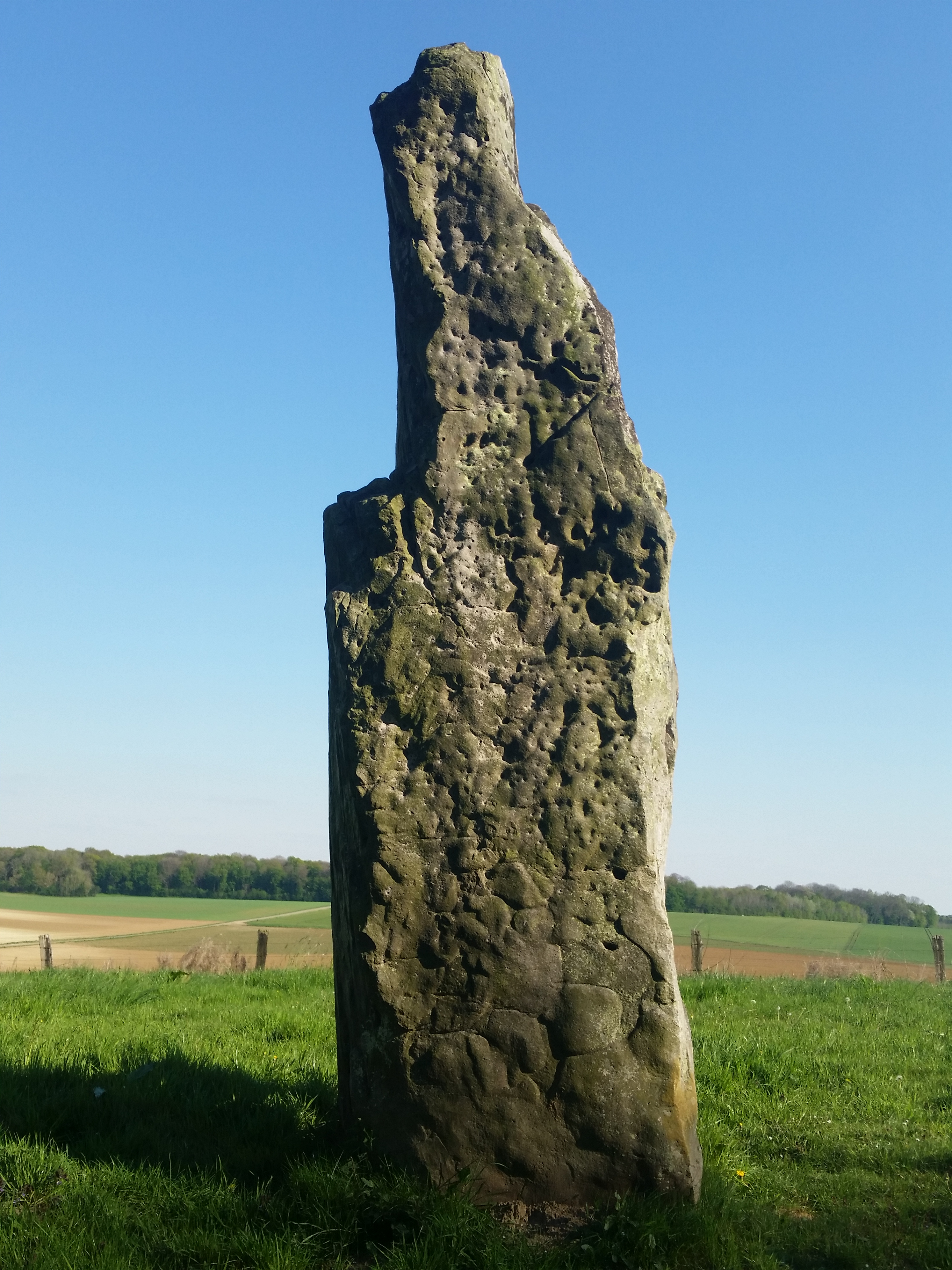
Il menhir